# Karol Kuzmány
Karol Kuzmány (16. listopadu 1806 Brezno – 14. srpna 1866 Turčianske Teplice) byl slovenský spisovatel, překladatel, novinář, teolog a superintendent evangelické církve.

## Biografie
Kuzmány byl farářem ve Zvolenu, Banské Bystrici a Martině. Působil jako profesor praktické teologie ve Vídni. Byl spoluzakladatelem Matice slovenské a jejím místopředsedou v letech 1863–1866. V letech 1860–1866 byl superintendentem prešpurské patentální superintendence. Předsedal Zpěvníkovému výboru (1852–1866). Svá díla tvořil především v češtině, některá i ve slovenštině.
Mimo jiné je také autorem básně Kdo za pravdu hoří, která byla (s melodií Štefana Fajnora) na Slovensku považována za národní píseň a zvažována jako možná slovenská hymna.

## Rodina
Kuzmány se oženil s Karolínou Kellnerovou († 1868), měli čtyři děti:
- Karol Ladislav Kuzmány (1833-1885) – absolvent námořní akademie v Terstu, lodní inženýr ve Vídni, oženil se s dcerou továrníka Adolfa Heinricha Süsse
- Pavol Michal Kuzmány (1835-1900) – spisovatel a podnikatel, v letech 1869-1874 první ředitel Živnostenské banky v Praze[2].
- Petr Kuzmány (* 1837) bankovní úředník
- Ludmila Augusta (1839-1863) – první manželka Jana Baltazara Jesenského-Gašparé, právníka, politika a podnikatele, který založil Slovenskou spořitelnu a Tatra banku

Karol Kuzmány je pohřben na Národním hřbitově v Martině.